# 碳硼烷

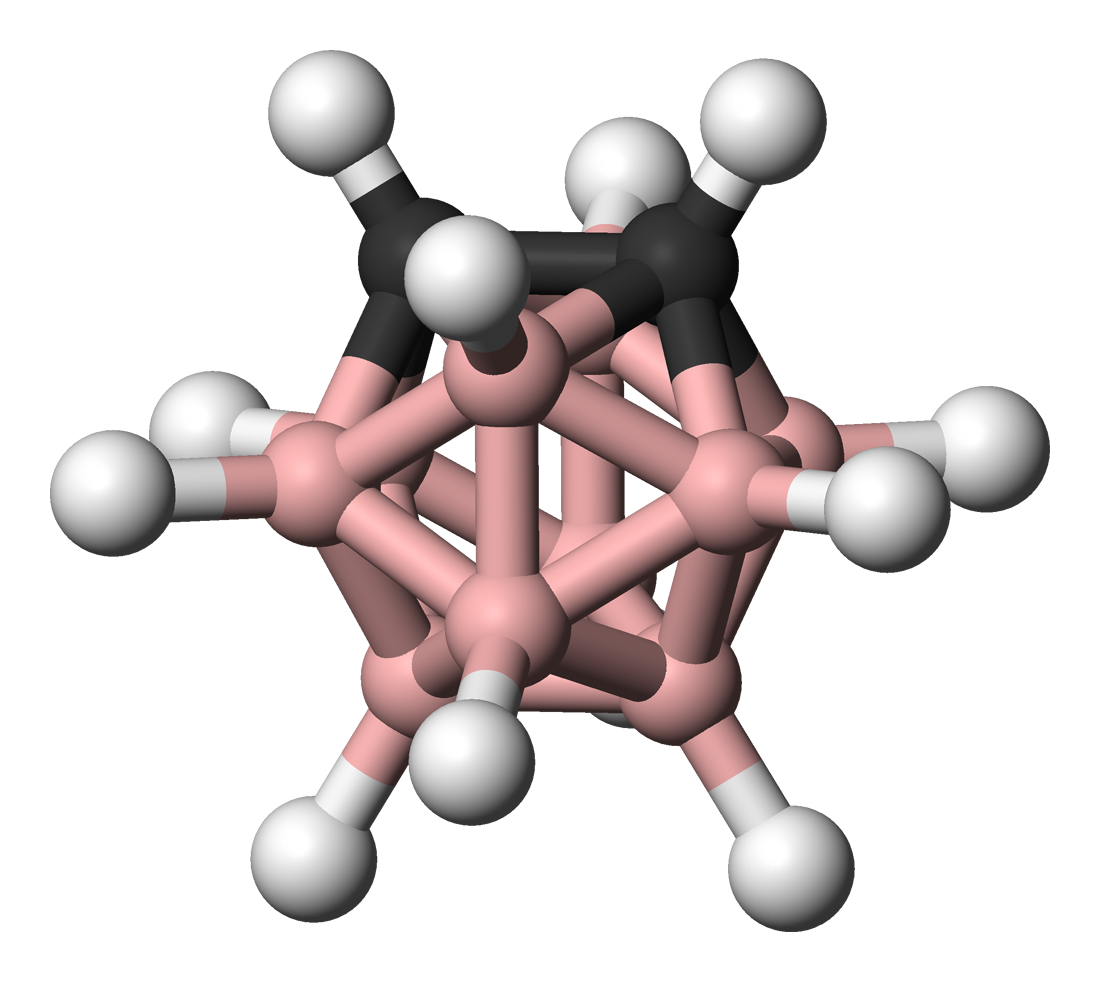
鄰-碳硼烷的球棒模型。

碳硼烷是由硼和碳形成的原子簇化合物。如同硼烷一般，碳硼烷的分子結構也是多面體，並依據構造同樣分類為closo-（闭合式）、nido-（缺少一個頂點）、arachno-（缺少兩個頂點）、hypho-（缺少三個頂點）等等。

## 代表化合物

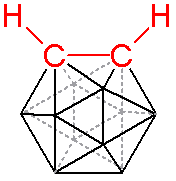
鄰-碳硼烷的構造。為求簡潔，省略硼上的氫原子。

碳硼烷的一個特殊例子，為極端穩定的正二十面體闭合式碳硼烷。 而其中重要的例子為電中性的C2B10H12，即鄰-碳硼烷（o-carborane），其在廣泛的應用領域如耐熱聚合物與醫學應用上均有所研究。由於此化合物符合休克爾規則，具有高度的芳香性，而且對熱相當穩定。鄰-碳硼烷在420°C轉變為間-碳硼烷，而苯需要加熱至1000°C以上才能發生結構重組。如同芳香烴一般，碳硼烷亦可發生親電芳香取代反應。
另一個重要的碳硼烷為帶負電的CHB11H12−陰離子，被用來製備固態的超強酸。

## 二碳代十二硼烷
被研究最多的碳硼烷是C2B10H12（熔點320°C）。此化合物通常由乙炔與癸硼烷合成。此外，也可以丁炔二醇二乙酸酯作原料，使產生的C2B10H10(O2CCH3)2分解生成C2B10H12。

### 歷史
1,2-闭合式-二碳代十二硼烷（即鄰-碳硼烷，通常直接稱為碳硼烷），是同時被Olin Corporation的團隊以及美國空軍旗下Thiokol化工廠的Reaction Motors Division所發現的，並發表於1963年。 同時蘇聯的一個團隊也發表了類似的成果。在此之前，癸硼烷衍生物被認為對熱不穩定，而且會與水和空氣反應，但這些團隊證實了1,2-闭合式-二碳代十二硼烷空前的穩定性，並發表了一般性的合成方法，不破壞碳硼烷核心下取代基的轉化，以及鄰位至間位的異構化反應。

### 二碳代十一硼烷阴离子
化學家對二碳代十一硼烷根陰離子[B9C2H11]2−做了許多研究。此陰離子與許多金屬離子形成夹心配合物，而且許多此類化合物當中，金屬離子呈現不尋常的氧化態。此離子呈巢型簇结构，可由母化合物二碳代十二硼烷分解產生：
B10C2H12  +  3 CH3OH  +  KOH  → KB9C2H12  +  B(OCH3)3  +  H2O  +  H2

### 碳硼炔
碳硼炔又稱1,2-去氫-鄰-碳硼烷(1,2-dehydro-o-carborane)，是鄰-碳硼烷的一種不穩定衍生物，其化學式為B10C2H10。其與碳硼烷的差別，在於兩個相鄰碳原子上不具有氫。此化合物與苯炔相似並具有等瓣结构。 第一個碳硼炔化合物於1990年由碳硼烷製備而成。碳上的氫離子使用四氫呋喃中的正丁基鋰移除，而產生的雙陰離子鋰鹽再於0°C下與溴反應，生成溴化單陰離子。 
將反應混合物加熱至35°C釋放出碳硼炔，並使用合適的二烯以狄爾斯-阿爾德反應捕捉：
亦可与呋喃和蒽（產生類似三螺烯的化合物）反应，收率為10至25%。
碳硼炔亦可使用上述反應的修改方式與炔烴反應，產生苯並碳硼烷。 首先使用正丁基鋰移除碳硼烷上的質子，並與二氯-雙(三苯膦)鎳反應產生碳硼炔的鎳錯合物。此化合物再與3-己炔反應，經由炔烴三聚反應產生苯並碳硼烷。
單晶X射線繞射分析顯示，此化合物苯環的鍵長有明顯的交替現象，顯示該化合物的苯環不具芳香性。

## 碳硼烷酸

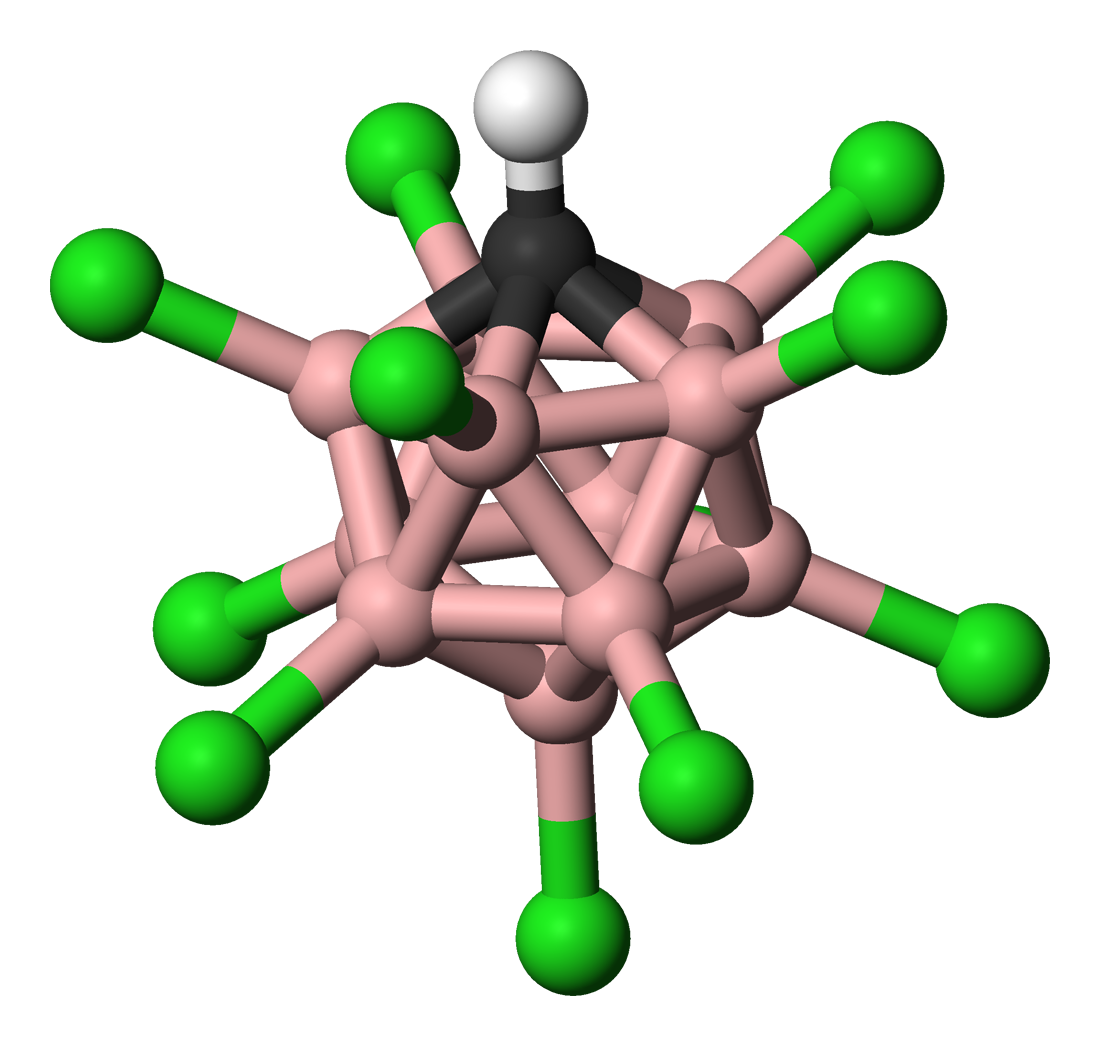
碳硼烷酸根的球棒模型。
用色：氫－白、氯－綠、硼－粉紅、碳－黑

碳硼烷酸H(CHB11Cl11) 為一種超強酸，是最強的單一分子酸，酸性為硫酸的一百萬倍、氟磺酸的數百倍。

### 歷史
2004年，加州大學河濱校區（UC Riverside）的Chris Reed團隊首先合成出碳硼烷酸。

### 特性
造成碳硼烷酸超強酸性的原因，是由於其共軛鹼CHB11Cl11−非常穩定，而且具有高電負性的氯取代基，能有效分散負電荷。而外側的氯包覆碳硼烷核心，使碳硼烷酸根非常安定，不易與其他化學物質反應。
碳硼烷酸雖然酸性強，但不具強烈的腐蝕性與氧化性。混合酸如魔酸、氟銻酸酸性更強，但會生成氟離子造成副反應，而且產生的氫氟酸成分會腐蝕玻璃，造成使用上的困難。而且氟會攻擊富勒烯，故H(CHB11Cl11)成為已知唯一能質子化富勒烯但不會將其分解的酸，能與富勒烯形成1：1的鹽類。